# Raadhuistoren (Harlingen)
De Raadhuistoren staat aan de zuidzijde van het stadhuis in Harlingen in de Nederlandse provincie Friesland.
De achthoekige traptoren aan de Voorstraat op met vierkante natuurstenen basis is bekroond door een open torenspits en bevat een gemetselde spiltrap.
De raadhuistoren werd in 1933 grotendeels vernieuwd. Na een brand in 1974 werd de toren in 1975 herbouwd. Boven de ingang een gevelsteen met een afbeelding van aartsengel Michaël, afkomstig van de in 1896 afgebroken Westerkerk. Er hangen klokken van onder meer Jacob Noteman en Petrus Overney. Het klokkenspel met 21 klokken van Klokkengieterij Petit & Fritsen werd in 1966 in de toren opgehangen.
In 2014 werd de toren gerestaureerd, het klokkenspel door Klokkengieterij Eijsbouts.

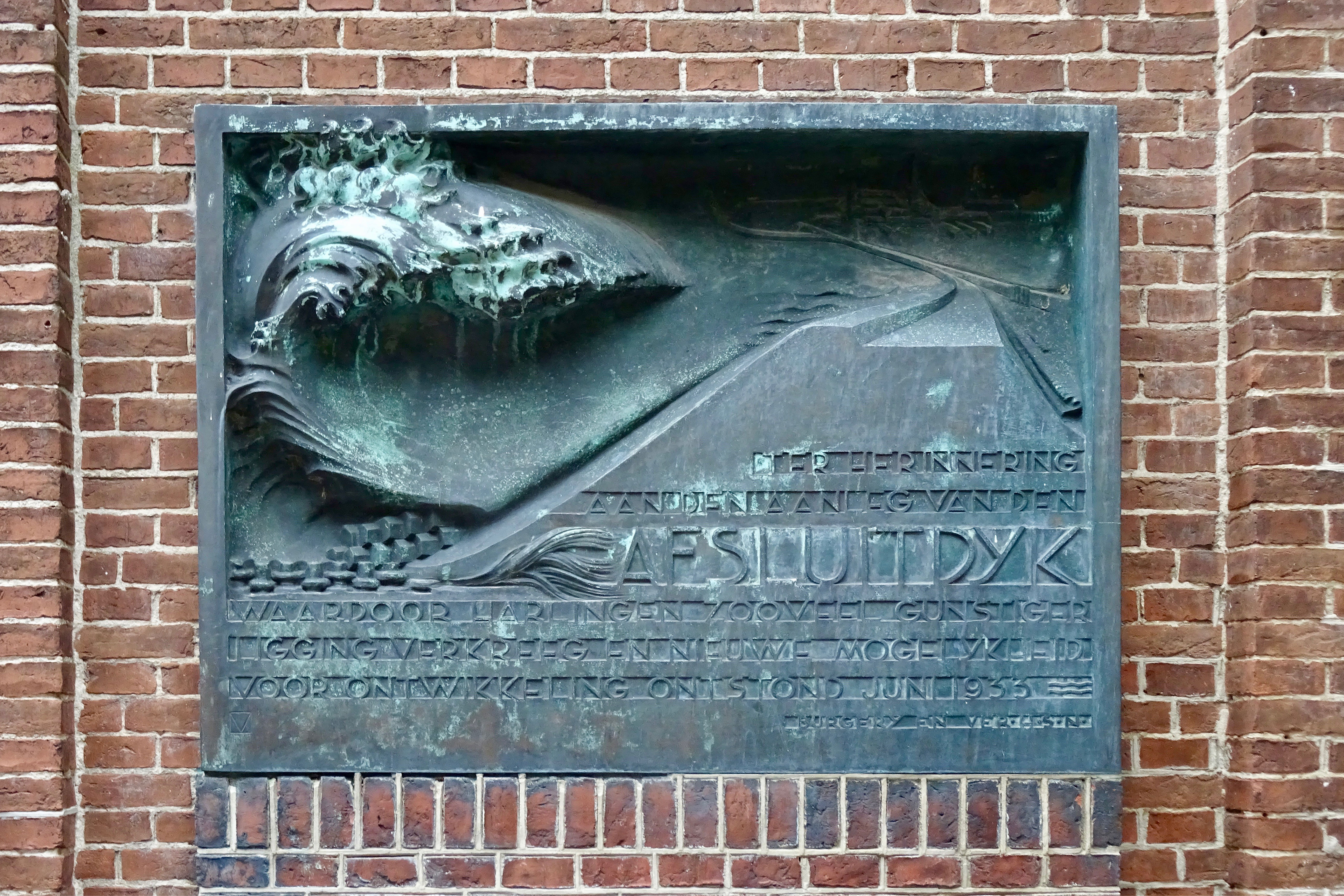
Relief Afsluitdijk
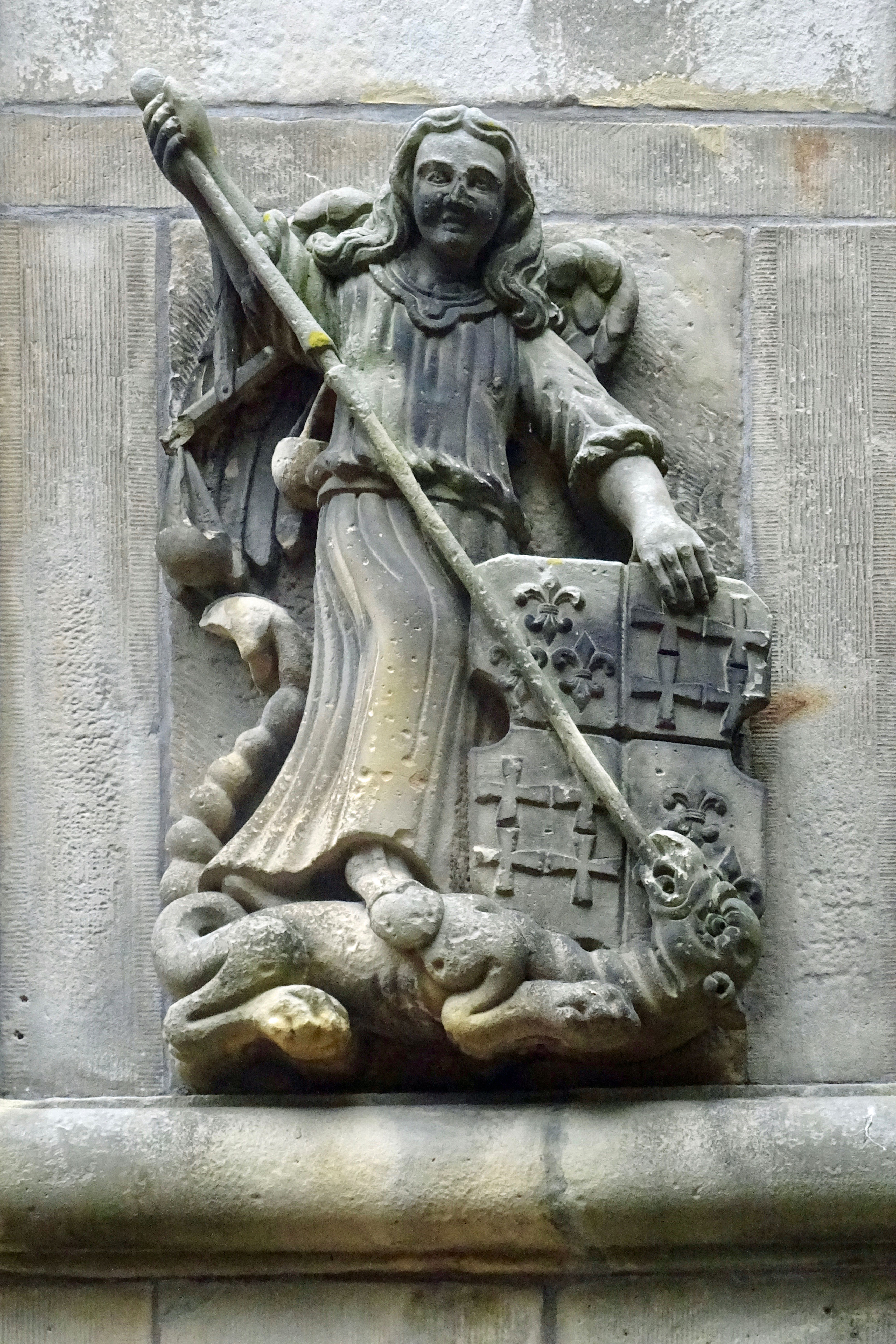
Gevelsteen Michaël